# Brisingr
Brisingr es el tercer libro de la saga El legado, por Christopher Paolini, secuela de Eragon y Eldest. Fue publicado el 20 de septiembre de 2008. El título significa "fuego" en el ficticio idioma antiguo de Alagaësia.

## Desarrollo
La saga El legado originalmente estaba planeada como una trilogía. En octubre de 2007, Paolini dio una "conferencia" en línea donde informó que el tercer libro se había vuelto tan largo que consideraba conveniente dividirlo en dos volúmenes. Posteriormente reveló que el libro sería más largo que Eldest.
Desde marzo de 2005, Paolini comenzó a revelar detalles de Brisingr. Sugirió que en este libro se revelaría si Saphira encontraría pareja y que los vardenos posiblemente desfavorecerían a Nasuada como su líder. También dijo que el libro explicaría como fue que Espina, el dragón de Murtagh creció en proporciones físicas hasta poder rivalizar a Saphira a pesar de su edad, así como la naturaleza de los espíritus invocados por los hechiceros; también dijo que el resto de la saga revelaría detalles sobre el pasado de Arya, así como de la cultura enana y de la amante de Brom, referida por Angela anteriormente.
En marzo de 2008 Paolini anunció en el sitio web de El legado (www.alagaesia.com) un spoiler sobre Brisingr, revelando que Eragon conocería a un dios en el libro. Un segundo spoiler fue desvelado un par de meses después, en mayo del mismo año, revelando que Eragon se enfrentaría a un "terrorífico nuevo enemigo a quien le gustaba reír mucho, pero no en buena manera". Finalmente, otro par de meses después, en julio, un tercer spoiler reveló que uno de los personajes quedaría embarazada.
Un fragmento de Brisingr fue publicado en la versión de lujo de Eldest, titulado "Luz y sombra" (titulado "El ataque a Helgrind" en la versión final publicada del libro) y después fue publicado también en alagaesia.com, donde estaba anunciado como un fragmento del tercer capítulo del tercer libro de la (en ese entonces) trilogía El legado. El fragmento narraba la travesía de Eragon y Roran hacia Helgrind en su intento de rescatar a Katrina de la guarida de los Ra'zac. Este fragmento difiere en minúsculos detalles de la versión final que fue publicada en el libro.
Brisingr fue publicada en Estados Unidos, Canadá, Australia, Nueva Zelanda, Singapur e Inglaterra el 20 de septiembre de 2008, con lanzamientos posteriores en otros países. Más de 2500 fiestas de medianoche se celebraron para el lanzamiento de Brisingr el 20 de septiembre.

### Título y portada
Paolini dijo que Brisingr fue una de las primeras palabras que se le ocurrió para el título de este libro y siempre le pareció perfecto, ya que, al ser la primera palabra en el idioma antiguo que Eragon aprendió, esta era particularmente significante para él. Brisingr es la palabra en el idioma antiguo para "fuego", usada para invocar y controlar el fuego por los practicantes de la magia de la serie, y termina siendo el nombre de la espada de Eragon. Paolini también reveló que este libro, así como el cuarto, tendría un subtítulo: Las siete promesas de Eragon Asesino de Sombra y Saphira Escamas Brillantes. Añadió también que ya sabe cuál será el subtítulo del cuarto libro aunque aún no se ha decidido por el nombre del mismo[cita requerida].
A pesar de que Paolini había confirmado hace tiempo que la portada del tercer libro sería verde esmeralda con un dragón del mismo color mirando hacia la derecha, tras la división del tercer libro en dos partes, la portada del tercer libro pasó a ser negra con la imagen del dragón dorado Glaedr; dicha portada, dibujada por John Jude Palencar, fue publicada anteriormente con la edición especial de Eragon y fue utilizada para la versión en inglés de Brisingr, mientras que para la versión española fue una variante del mismo Glaedr, en una posición diferente. Paolini dijo que la portada verde será la del cuarto libro [cita requerida].

## Argumento
Eragon, Saphira y Roran rescatan a la novia de éste, Katrina, quién está prisionera en Helgrind, la guarida de los Ra'zac. Eragon se encuentra con Sloan, padre de Katrina, quien ha perdido la vista y también se encuentra prisionero en Helgrind. Eragon no dice a nadie que Sloan está vivo y, después de rescatar a Katrina, hace que Saphira y Roran se la lleven, mientras él se queda en Helgrind para exterminar a los Ra'zac y, secretamente, decidir qué hacer con Sloan, a quién finalmente decide enviar a Ellesméra a vivir con los elfos. Arya encuentra a Eragon cuando este viaja por el Imperio de regreso a Surda con los vardenos y lo acompaña el resto del camino.
Mientras tanto, Nasuada se ve obligada a pasar una terrible prueba para demostrar que merece continuar liderando a los vardenos. Roran es convocado para realizar misiones para los vardenos y demuestra un valor y fuerzas sobrehumanas. Cuando Eragon regresa, se ocupa de contrarrestar el hechizo de Elva. Murtagh y Espina atacan a los vardenos poco después del regreso de Eragon, y él y Saphira logran derrotarlos con la ayuda de elfos guardaespaldas enviados por Islanzadí.
Los enanos tienen que elegir su nuevo rey y Nasuada decide enviar a Eragon para que intente persuadir al elegido para que apoye la causa vardena. Debido a esto, Eragon se vuelve a separar de Saphira para intentar engañar al Imperio y evitar un ataque de parte de Murtagh y Espina mientras Eragon no está.
Después de duras y largas reuniones, de un intento de asesinato, discusiones y juicios, el elegido para liderar los enanos es Orik. Saphira y Eragon se reúnen para la ceremonia de coronación donde aparece el espíritu de uno de los dioses enanos. Saphira recompone Isidar Mithrim (el zafiro estrellado) cumpliendo así su promesa con los enanos.
Eragon viaja entonces hacia Ellesméra para continuar con su formación con Oromis y Glaedr. Oromis y Glaedr revelan a Eragon que su padre no es Morzan, sino Brom. Glaedr también revela la fuente del poder de Galbatorix: Galbatorix controla cientos de eldunarí ("corazón de corazones" en el idioma antiguo), órganos parecidos a joyas que poseen la conciencia de los dragones hasta ser destruidos, incluso después de la muerte física de estos. Aunque un dragón no existe físicamente a través de su eldunarí, si puede canalizar su energía al poseedor del eldunarí y transmitirle su conocimiento y sabiduría. Eragon aprovecha su estancia en Ellesméra para visitar a la herrera Rhunön, quien le ayuda a forjar una nueva espada, a la que da el nombre de Brisingr, usando el legendario acero brillante, el legendario metal con que eran forjadas las espadas de los antiguos Jinetes. Curiosamente se intuye que Brisingr es el verdadero nombre de la espada, ya que cada vez que Eragon pronuncia su nombre, esta se cubre en llamas. Antes de que Eragon y Saphira regresen con los vardenos, Oromis y Glaedr explican que ha llegado el tiempo de abandonar el anonimato y revelar al Imperio su existencia, y entregan el eldunarí de Glaedr a Eragon y Saphira.
Mientras tanto, después de casarse con Katrina, Roran sigue combatiendo y ayudando a luchar contra los ejércitos imperiales, cuando se le revela que Katrina está embarazada. Roran ayuda a los vardenos a pelear contra varios convoyes, y se le da autoridad sobre cierto número de hombres, pero en una de las ciudades surdanas el necio e inconsciente plan del comandante superior casi mata a todos los soldados, por lo que Roran desobedece sus órdenes y toma el mando, logrando así, salvar a casi todo el ejército. A pesar de salvar la misión y matar a casi 200 soldados él solo, Roran es relevado de sus tareas y acusado de insubordinación, por lo que es castigado por Nasuada a su regreso con los vardenos. Nasuada asciende a Roran a comandante, y lo manda a asediar la ciudad de Feinster.
Eragon y Saphira regresan de Ellesméra para unirse a los vardenos en Feinster, donde los vardenos intentan asediar a Lady Lorana, líder de la ciudad. Eragon y Arya son testigos de la creación de un Sombra, y Eragon, a través del eldunarí de Glaedr ve a Oromis y Glaedr combatir a Murtagh y Espina en Gil'ead, los cuales no son rival para el veterano dragón y su Jinete. Sin embargo, Galbatorix se inmiscuye en el combate, controlando el cuerpo de Murtagh y consigue matar a Oromis y Glaedr.
Mientras Eragon presencia la muerte de su maestro a través del eldunarí de Glaedr, el nuevo Sombra trata de asesinar a Arya, quien tras pequeñas complicaciones y con ayuda de Eragon traspasa el corazón de su enemigo.
Eragon y Saphira se dan cuenta de que son el último Jinete y dragón libres de Alagaësia y que su responsabilidad es derrocar a Galbatorix ahora que conocen su debilidad. Eragon habla con Nasuada sobre Oromis y Glaedr, y ésta le informa a Eragon que el plan de los vardenos es viajar a Belatona, a Dras-Leona y finalmente a Urû'baen, donde planean matar a Galbatorix.